# Masakra w areszcie w Kamionce Strumiłowej
Masakra w areszcie w Kamionce Strumiłowej – mord na więźniach przetrzymywanych w areszcie w Kamionce Strumiłowej (ob. Kamionka Bużańska) dokonany przez funkcjonariuszy NKWD na przełomie czerwca i lipca 1941 roku. Ofiarą zbrodni padło od 20 do 32 osób. Była to jedna z wielu tzw. masakr więziennych, dokonanych przez NKWD po rozpoczęciu niemieckiej inwazji na ZSRR.

## Przebieg wydarzeń
22 czerwca 1941 roku nazistowskie Niemcy dokonały inwazji na Związek Radziecki. Pierwsze tygodnie wojny miały bardzo pomyślny przebieg dla strony niemieckiej. Dywizjom Wehrmachtu udało się bowiem rozbić wojska nadgranicznych okręgów wojskowych ZSRR, a następnie wedrzeć się w głąb sowieckiego terytorium. Wobec szybkich postępów niemieckiej ofensywy NKWD przystąpiło do likwidacji więźniów politycznych przetrzymywanych w strefie działań wojennych. Latem 1941 roku w więzieniach i aresztach na okupowanych Kresach Wschodnich II Rzeczypospolitej zamordowano od 20 tys. do 30 tys. osób.
Jednym z kresowych miast, w których dokonano masowego mordu na więźniach była Kamionka Strumiłowa (ob. Kamionka Bużańska). Sowieckie archiwa milczą na temat liczby osób przetrzymywanych w tamtejszym areszcie, a także ich losów po rozpoczęciu niemieckiej inwazji. Antoni Galiński podaje, że pierwsze naloty Luftwaffe spowodowały panikę wśród strażników, którzy opuścili areszt pozostawiając więźniów bez nadzoru. Część osadzonych skorzystała z okazji i uciekła przez wyłomy w murach spowodowane wybuchami niemieckich bomb. Gdy enkawudziści powrócili do aresztu, wykorzystali ucieczkę niektórych więźniów jako pretekst do wymordowania tych, którzy pozostali w celach.
Zbrodnia wyszła na jaw 2 lipca 1941 roku, już po ewakuacji Sowietów z Kamionki. Źródła podają rozbieżne informacje na temat liczby ofiar. Polscy świadkowie szacowali, że z rąk enkawudzistów zginęło co najmniej 20 więźniów. Z kolei Bogdan Musiał podaje, że zamordowano 32 osoby. Wśród zabitych miały się znajdować kobiety w ciąży.

## Epilog
Uroczysty pogrzeb ofiar masakry odbył się 4 lipca 1941 roku. Udział wzięli w nim duchowni różnych wyznań; obecna była także niemiecka orkiestra wojskowa. Zwłoki zamordowanych spoczęły w zbiorowej mogile na miejscowym cmentarzu rzymskokatolickim. Niemcy starali się wykorzystać tę uroczystość do celów propagandowych. W pogrzebie uczestniczyli niemieccy korespondenci wojenni, a oficer w randze majora wygłosił przemówienie, w którym znalazły się m.in. słowa: „Mieszkańcy Kamionki! Oto dzieło żydokomuny. Tu leżą wasi synowie, ojcowie i mężowie”.
Podobnie jak miało to miejsce w przypadku wielu innych masakr więziennych, winą za zbrodnie NKWD obarczono ludność żydowską, którą zgodnie ze stereotypem „żydokomuny” utożsamiano w całości z systemem sowieckim i stosowaną przezeń polityką terroru. Przed pogrzebem grupę miejscowych Żydów zmuszono do wykopania grobu dla ofiar masakry. W mieście doszło również do antysemickich zamieszek.
Po 1990 roku prace ekshumacyjne na miejscu pochówku ofiar NKWD prowadził ukraiński oddział stowarzyszenia „Memoriał”.